# Хелсинки
Хелсинки (фин. Helsinki) је главни и највећи град Финске. Хелсинки је такође седиште округа Нова Земља, где чини једну општину. Метрополитенско подручје Хелсинкија броји преко 1,3 милиона људи или око 25% становника државе. Град Хелсинки је политичко, привредно и управно средиште Финске. Такође, то је један од градова светског и европског значаја, а у области Скандинавије то је један од пет највећих градова. Посебност Хелсинкија је и то што је то најсеверније урбано подручје са више од милион становника. У Хелсинкију су одржане Летње олимпијске игре 1952.
Заједно са градовима Еспо, Ванта и Каунијаинен – и околним приградским насељима, укључујући суседну општину Сипо на истоку – Хелсинки чини Метрополитанско подручје ширег Хелсинкија. Оно има 1.641.329 становника. Често се сматра једином метрополом Финске, она је најсевернија метрополска област на свету са више од милион становника и најсевернија престоница земље чланице ЕУ. Хелсинки је трећа по величини општина у нордијским земљама после Стокхолма и Осла, а његово урбано подручје је друго по величини у нордијским земљама после Стокхолма. Службени језици су фински и шведски. Град опслужује аеродром Хелсинки, који се налази у суседном граду Ванта, са честим летовима до многих дестинација у Европи, Северној Америци и Азији.
Хелсинки има један од највиших стандарда урбаног живота на свету. Британски часопис Монокл је 2011. године рангирао Хелсинки као град који је најприкладнији за живот у свом индексу градова погодних за живот. У анкети агенције Economist Intelligence Unit за 2016. годину, Хелсинки је био на деветом месту од 140 градова. У јулу 2021, амерички часопис Тајм прогласио је Хелсинки за једно од најбољих места за живот на свету у 2021, као град који „може да прерасте у растуће културно гнездо у будућности“ и који је већ познат као пионир заштите животне средине у свету. У међународној анкети Градови извора коју су 2021. године спровели Boston Consulting Group и BCG Хендерсонов институт, Хелсинки је рангиран као трећи најбољи град на свету за живот, а Лондон и Њујорк су на првом и другом месту. На додели Ридерсових награда часописа Конде Наст путник 2023, Хелсинки је рангиран на 4. месту као најпријатељскији град у Европи. Хелсинки је, уз Рованиеми у Лапонији, такође један од најважнијих туристичких градова Финске. Због великог броја поморских путника годишње, Хелсинки је класификован као велики лучки град.

## Порекло назива
Фински назив Хелсинкија вероватно води порекло од бивше речи за оближњу реку Ванту, која је у средњем веку била позната као Хелсинга. Шведски назив града, Хелсингфорс, има сличну основу, само што је њој додељена и друга реч форс (fors), у преводу брзаци. Заједно од значе Брзаци на Хелсинги.
Порекло речи хелсинга није довољно приучено, али се сматра да има скандинавско порекло. По једном тумачењу, назив је проистекао од првих досељеника из Хелсингланда (данас у Шведској). Друго тумачење се ослања на шведску реч реч халс (hals), у преводу врат, грло, сужење. Ово се повезује са положајем града на полуострву са танким земљоузом ка копну.

## Географија
Град Хелсинки се налази у јужном делу Финске и источном делу Скандинавије.
Удаљеност Хелсинкија од важних градова у окружењу:
- од главног града Естоније, Талина, град је удаљен 80 km северно (преко мора);
- од Тампереа, другог по величини града у држави, град је удаљен 180 km јужно.
- од Санкт Петербурга, град је удаљен 550 km северозападно (морем);
- од главног града Шведске, Стокхолма, град је удаљен 400 km источно (преко мора).

Хелсинки се развио на североисточној обали Балтичког мора. Град се развио на стратешком месту где је раздаљина између данашњих Финске и Естоније најмања. Градско подручје бреговито, а надморска висина се креће се 0-30 м.
Хелсинки је приморски град, смештен на најужем делу Финског залива Балтичког мора. Град је смештен на полуострву, окруженом морем са три стране (са запада, истока и југа). Поред тога, у оквиру граница града налази се неколико острва (Сеурасари, Лаутасари, Коркеасари, Суоменлина, Пихлајасари).

### Клима
Према Кепеновој класификацији климата Хелсинки има умереноконтиненталну климу. Због севернијег положаја града, дневна светлост доста варира од више од 19 сати средином лета, до само 5 сати крајем децембра. Упркос свом положају, Хелсинки има релативно благе температуре и много топлије време током године од већине других места на сличним латитудама, или чак од неких што су јужније, углавном због утицаја Голфске струје.
| Клима централног Хелсинкија 1981-2010 нормали, рекорди 1900-садашњост             | Клима централног Хелсинкија 1981-2010 нормали, рекорди 1900-садашњост | Клима централног Хелсинкија 1981-2010 нормали, рекорди 1900-садашњост | Клима централног Хелсинкија 1981-2010 нормали, рекорди 1900-садашњост | Клима централног Хелсинкија 1981-2010 нормали, рекорди 1900-садашњост | Клима централног Хелсинкија 1981-2010 нормали, рекорди 1900-садашњост | Клима централног Хелсинкија 1981-2010 нормали, рекорди 1900-садашњост | Клима централног Хелсинкија 1981-2010 нормали, рекорди 1900-садашњост | Клима централног Хелсинкија 1981-2010 нормали, рекорди 1900-садашњост | Клима централног Хелсинкија 1981-2010 нормали, рекорди 1900-садашњост | Клима централног Хелсинкија 1981-2010 нормали, рекорди 1900-садашњост | Клима централног Хелсинкија 1981-2010 нормали, рекорди 1900-садашњост | Клима централног Хелсинкија 1981-2010 нормали, рекорди 1900-садашњост | Клима централног Хелсинкија 1981-2010 нормали, рекорди 1900-садашњост |
| Показатељ \ Месец                                                                 | .Јан.                                                                 | .Феб.                                                                 | .Мар.                                                                 | .Апр.                                                                 | .Мај.                                                                 | .Јун.                                                                 | .Јул.                                                                 | .Авг.                                                                 | .Сеп.                                                                 | .Окт.                                                                 | .Нов.                                                                 | .Дец.                                                                 | .Год.                                                                 |
| --------------------------------------------------------------------------------- | --------------------------------------------------------------------- | --------------------------------------------------------------------- | --------------------------------------------------------------------- | --------------------------------------------------------------------- | --------------------------------------------------------------------- | --------------------------------------------------------------------- | --------------------------------------------------------------------- | --------------------------------------------------------------------- | --------------------------------------------------------------------- | --------------------------------------------------------------------- | --------------------------------------------------------------------- | --------------------------------------------------------------------- | --------------------------------------------------------------------- |
| Апсолутни максимум, °C (°F)                                                       | 8,5 (47,3)                                                            | 10,3 (50,5)                                                           | 15,1 (59,2)                                                           | 21,9 (71,4)                                                           | 27,6 (81,7)                                                           | 31,7 (89,1)                                                           | 33,2 (91,8)                                                           | 31,2 (88,2)                                                           | 26,2 (79,2)                                                           | 17,6 (63,7)                                                           | 14,3 (57,7)                                                           | 10,5 (50,9)                                                           | 33,2 (91,8)                                                           |
| Максимум, °C (°F)                                                                 | −0,7 (30,7)                                                           | −1,3 (29,7)                                                           | 2,3 (36,1)                                                            | 8,1 (46,6)                                                            | 14,6 (58,3)                                                           | 18,8 (65,8)                                                           | 21,9 (71,4)                                                           | 20,5 (68,9)                                                           | 15,4 (59,7)                                                           | 9,2 (48,6)                                                            | 4,4 (39,9)                                                            | 1,4 (34,5)                                                            | 9,6 (49,3)                                                            |
| Просек, °C (°F)                                                                   | −3,1 (26,4)                                                           | −3,8 (25,2)                                                           | −0,7 (30,7)                                                           | 4,4 (39,9)                                                            | 10,4 (50,7)                                                           | 14,9 (58,8)                                                           | 18,1 (64,6)                                                           | 16,9 (62,4)                                                           | 12,3 (54,1)                                                           | 6,6 (43,9)                                                            | 2,4 (36,3)                                                            | −0,7 (30,7)                                                           | 6,5 (43,7)                                                            |
| Минимум, °C (°F)                                                                  | −5,6 (21,9)                                                           | −6,3 (20,7)                                                           | −3,6 (25,5)                                                           | 1,1 (34)                                                              | 6,4 (43,5)                                                            | 11,2 (52,2)                                                           | 14,5 (58,1)                                                           | 13,5 (56,3)                                                           | 9,3 (48,7)                                                            | 4,2 (39,6)                                                            | 0,4 (32,7)                                                            | −2,9 (26,8)                                                           | 3,5 (38,3)                                                            |
| Апсолутни минимум, °C (°F)                                                        | −34,3 (−29,7)                                                         | −31,5 (−24,7)                                                         | −24,5 (−12,1)                                                         | −16,3 (2,7)                                                           | −4,8 (23,4)                                                           | 0,7 (33,3)                                                            | 5,4 (41,7)                                                            | 2,8 (37)                                                              | −4,5 (23,9)                                                           | −11,6 (11,1)                                                          | −18,6 (−1,5)                                                          | −29,5 (−21,1)                                                         | −34,3 (−29,7)                                                         |
| Количина падавина, mm (in)                                                        | 53 (2,09)                                                             | 38 (1,5)                                                              | 34 (1,34)                                                             | 34 (1,34)                                                             | 38 (1,5)                                                              | 60 (2,36)                                                             | 57 (2,24)                                                             | 81 (3,19)                                                             | 56 (2,2)                                                              | 73 (2,87)                                                             | 69 (2,72)                                                             | 58 (2,28)                                                             | 653 (25,71)                                                           |
| Дани са кишом (≥ 0.1 mm)                                                          | 19                                                                    | 16                                                                    | 13                                                                    | 12                                                                    | 11                                                                    | 14                                                                    | 12                                                                    | 13                                                                    | 14                                                                    | 16                                                                    | 17                                                                    | 19                                                                    | 176                                                                   |
| Сунчани сати — месечни просек                                                     | 37,2                                                                  | 70,6                                                                  | 139,5                                                                 | 195,0                                                                 | 285,2                                                                 | 297,0                                                                 | 291,4                                                                 | 238,7                                                                 | 150,0                                                                 | 93,0                                                                  | 36,0                                                                  | 27,9                                                                  | 1.861,5                                                               |
| Сунчани сати — дневни просек                                                      | 1,2                                                                   | 2,5                                                                   | 4,5                                                                   | 6,5                                                                   | 9,2                                                                   | 9,9                                                                   | 9,4                                                                   | 7,7                                                                   | 5                                                                     | 3                                                                     | 1,2                                                                   | 0,9                                                                   | 5,08                                                                  |
| Сунчано време — месечни проценти                                                  | 18                                                                    | 27                                                                    | 38                                                                    | 45                                                                    | 53                                                                    | 53                                                                    | 52                                                                    | 49                                                                    | 39                                                                    | 30                                                                    | 16                                                                    | 15                                                                    | 36,3                                                                  |
| UV индекс                                                                         | 0                                                                     | 0                                                                     | 1                                                                     | 3                                                                     | 4                                                                     | 5                                                                     | 5                                                                     | 4                                                                     | 3                                                                     | 1                                                                     | 0                                                                     | 0                                                                     | 2,2                                                                   |
| Извор #1: FMI climatological normals for Finland 1991–2020, record highs and lows |                                                                       |                                                                       |                                                                       |                                                                       |                                                                       |                                                                       |                                                                       |                                                                       |                                                                       |                                                                       |                                                                       |                                                                       |                                                                       |
| Извор #2: Weather Atlas (sun data)                                                |                                                                       |                                                                       |                                                                       |                                                                       |                                                                       |                                                                       |                                                                       |                                                                       |                                                                       |                                                                       |                                                                       |                                                                       |                                                                       |

| Клима Хелсиншког аеродрома (Ванта) 1981-2010 нормале, рекорди 1952-садашњост. | Клима Хелсиншког аеродрома (Ванта) 1981-2010 нормале, рекорди 1952-садашњост. | Клима Хелсиншког аеродрома (Ванта) 1981-2010 нормале, рекорди 1952-садашњост. | Клима Хелсиншког аеродрома (Ванта) 1981-2010 нормале, рекорди 1952-садашњост. | Клима Хелсиншког аеродрома (Ванта) 1981-2010 нормале, рекорди 1952-садашњост. | Клима Хелсиншког аеродрома (Ванта) 1981-2010 нормале, рекорди 1952-садашњост. | Клима Хелсиншког аеродрома (Ванта) 1981-2010 нормале, рекорди 1952-садашњост. | Клима Хелсиншког аеродрома (Ванта) 1981-2010 нормале, рекорди 1952-садашњост. | Клима Хелсиншког аеродрома (Ванта) 1981-2010 нормале, рекорди 1952-садашњост. | Клима Хелсиншког аеродрома (Ванта) 1981-2010 нормале, рекорди 1952-садашњост. | Клима Хелсиншког аеродрома (Ванта) 1981-2010 нормале, рекорди 1952-садашњост. | Клима Хелсиншког аеродрома (Ванта) 1981-2010 нормале, рекорди 1952-садашњост. | Клима Хелсиншког аеродрома (Ванта) 1981-2010 нормале, рекорди 1952-садашњост. | Клима Хелсиншког аеродрома (Ванта) 1981-2010 нормале, рекорди 1952-садашњост. |
| Показатељ \ Месец                                                             | .Јан.                                                                         | .Феб.                                                                         | .Мар.                                                                         | .Апр.                                                                         | .Мај.                                                                         | .Јун.                                                                         | .Јул.                                                                         | .Авг.                                                                         | .Сеп.                                                                         | .Окт.                                                                         | .Нов.                                                                         | .Дец.                                                                         | .Год.                                                                         |
| ----------------------------------------------------------------------------- | ----------------------------------------------------------------------------- | ----------------------------------------------------------------------------- | ----------------------------------------------------------------------------- | ----------------------------------------------------------------------------- | ----------------------------------------------------------------------------- | ----------------------------------------------------------------------------- | ----------------------------------------------------------------------------- | ----------------------------------------------------------------------------- | ----------------------------------------------------------------------------- | ----------------------------------------------------------------------------- | ----------------------------------------------------------------------------- | ----------------------------------------------------------------------------- | ----------------------------------------------------------------------------- |
| Апсолутни максимум, °C (°F)                                                   | 8,2 (46,8)                                                                    | 10,0 (50)                                                                     | 17,5 (63,5)                                                                   | 24,0 (75,2)                                                                   | 29,6 (85,3)                                                                   | 31,4 (88,5)                                                                   | 33,7 (92,7)                                                                   | 31,5 (88,7)                                                                   | 27,7 (81,9)                                                                   | 18,2 (64,8)                                                                   | 13,4 (56,1)                                                                   | 10,8 (51,4)                                                                   | 33,7 (92,7)                                                                   |
| Максимум, °C (°F)                                                             | −1,8 (28,8)                                                                   | −2 (28)                                                                       | 2,2 (36)                                                                      | 9,1 (48,4)                                                                    | 16,0 (60,8)                                                                   | 20,1 (68,2)                                                                   | 23,0 (73,4)                                                                   | 21,2 (70,2)                                                                   | 15,7 (60,3)                                                                   | 8,6 (47,5)                                                                    | 3,4 (38,1)                                                                    | 0,4 (32,7)                                                                    | 9,7 (49,5)                                                                    |
| Просек, °C (°F)                                                               | −4,3 (24,3)                                                                   | −4,9 (23,2)                                                                   | −1,4 (29,5)                                                                   | 4,5 (40,1)                                                                    | 10,9 (51,6)                                                                   | 15,3 (59,5)                                                                   | 18,3 (64,9)                                                                   | 16,6 (61,9)                                                                   | 11,6 (52,9)                                                                   | 5,8 (42,4)                                                                    | 1,4 (34,5)                                                                    | −1,9 (28,6)                                                                   | 6,0 (42,8)                                                                    |
| Минимум, °C (°F)                                                              | −7,1 (19,2)                                                                   | −7,9 (17,8)                                                                   | −5 (23)                                                                       | 0,1 (32,2)                                                                    | 5,3 (41,5)                                                                    | 10,2 (50,4)                                                                   | 13,3 (55,9)                                                                   | 12,0 (53,6)                                                                   | 7,7 (45,9)                                                                    | 2,8 (37)                                                                      | −1 (30)                                                                       | −4,4 (24,1)                                                                   | 2,2 (36)                                                                      |
| Апсолутни минимум, °C (°F)                                                    | −35,9 (−32,6)                                                                 | −33,3 (−27,9)                                                                 | −27,2 (−17)                                                                   | −16,9 (1,6)                                                                   | −5,6 (21,9)                                                                   | −0,6 (30,9)                                                                   | 3,7 (38,7)                                                                    | 0,4 (32,7)                                                                    | −7,3 (18,9)                                                                   | −14,5 (5,9)                                                                   | −20,8 (−5,4)                                                                  | −32,3 (−26,1)                                                                 | −35,9 (−32,6)                                                                 |
| Количина падавина, mm (in)                                                    | 54 (2,13)                                                                     | 41 (1,61)                                                                     | 34 (1,34)                                                                     | 36 (1,42)                                                                     | 39 (1,54)                                                                     | 64 (2,52)                                                                     | 64 (2,52)                                                                     | 78 (3,07)                                                                     | 62 (2,44)                                                                     | 79 (3,11)                                                                     | 70 (2,76)                                                                     | 62 (2,44)                                                                     | 683 (26,9)                                                                    |
| Дани са кишом (≥ 0.1 mm)                                                      | 24                                                                            | 21                                                                            | 16                                                                            | 12                                                                            | 12                                                                            | 14                                                                            | 13                                                                            | 15                                                                            | 15                                                                            | 18                                                                            | 21                                                                            | 24                                                                            | 205                                                                           |
| Сунчани сати — месечни просек                                                 | 38                                                                            | 74                                                                            | 131                                                                           | 196                                                                           | 275                                                                           | 266                                                                           | 291                                                                           | 219                                                                           | 143                                                                           | 84                                                                            | 37                                                                            | 26                                                                            | 1.780                                                                         |
| Сунчано време — месечни проценти                                              | 17                                                                            | 28                                                                            | 38                                                                            | 43                                                                            | 54                                                                            | 52                                                                            | 52                                                                            | 48                                                                            | 39                                                                            | 30                                                                            | 17                                                                            | 15                                                                            | 36,1                                                                          |
| Извор #1: FMI climatological normals for Finland 1991-2020                    |                                                                               |                                                                               |                                                                               |                                                                               |                                                                               |                                                                               |                                                                               |                                                                               |                                                                               |                                                                               |                                                                               |                                                                               |                                                                               |
| Извор #2: record highs and lows                                               |                                                                               |                                                                               |                                                                               |                                                                               |                                                                               |                                                                               |                                                                               |                                                                               |                                                                               |                                                                               |                                                                               |                                                                               |                                                                               |

## Историја
Подручје Хелсинкија било је насељено већ у време касне праисторије.
Хелсинки је основао шведски краљ Густав Васа 1550. као трговачко седиште, које би требало да се надмеће хансеатском граду Ревелу (Талину). Међутим, следећа два века Хелсинки је остао мали сиромашни град, који је 1710. тешко страдао од куге. После Финског рата у коме је Шведска 1809. предала Финску Русији, руски цар Александар I Романов је осетио да је дотадашњи главни град Финске Турку превише близу граница Руске Империје, па је 1812. Хелсинки постао главни град Великог војводства Финске. Померањем главног града даље од Шведске смањивао се шведски утицај у Финској. Једини тадашњи фински универзитет је исто тако премештен 1827. из Туркуа у Хелсинки.
До тада мали град (11.000 ст.) са шведском већином убрзо постаје брзорастуће средиште Финске. До краја 19. века Хелсинки већ имао око 100.000 становника и финску већину. Град постаје и значајно трговачко и индустријско средиште.
Током 20. века, и поред два светска рата и мањег, Зимског рата, Хелсинки се развио у велеград. Најзначајнији догађај биле су Летње олимпијске игре 1952. Послератни развој Хелсинкија видео се највише кроз ширење града и оснивање великих предграђа (Еспо, Ванта). Хелсинки је био и место одржавање Песме Евровизије 2007.. Данас је Хелсинки један од светских градова са највишим квалитетом живота.

## Становништво
Хелсинки је данас највећи град у држави. Град има близу 700.000 становника (податак из 2023. г.), а шире градско подручје близу 1,3 милиона становника. Метрополитенско подручје има, пак, близу 1,6 милиона становника. Последњих деценија број становника у градском подручју брзо расте, посебно у предграђима.
| 1875.  | 1880.  | 1890.  | 1900.  | 1910.   | 1920.   | 1930.   | 1940.   | 1950.   | 1960.   | 1970.   | 2023.   |
| ------ | ------ | ------ | ------ | ------- | ------- | ------- | ------- | ------- | ------- | ------- | ------- |
| 23.070 | 36.346 | 56.236 | 79.126 | 118.736 | 152.200 | 205.833 | 252.484 | 368.519 | 448.315 | 523.677 | 673.036 |

Етнички и језички састав: До средине 19. века претежно становништво били су Швеђани. Крајем века Финци постају већинско становништво, а појављују се и Руси. Последњих деценија, са јачањем усељавања у Финску, становништво града је постало шароликије. По последњим подацима око већину чине етнички Финци (82,5%), а и даље су присутни Швеђани (6,0%), док су остало усељеници. Од новијих усељеника посебно су бројни Руси (2,4%). Данас су значајне скупине досељеника из Естоније, Сомалије, Пакистана и др.

## Привреда
Као и сви већи главни градови и Хелсинки се по својој привреди махом ослања на терцијарни и квартерни сектор, односно на трговину, услуге, управу, пословање, банкарство, образовање и науку. У граду се остварује 1/3 БДП-а државе.
Са друге стране, некадашња индустрија и саобраћај данас су махом измештени из града, што омогућује остварење високих еколошких стандарда градског живота.

### Саобраћај
Саобраћај: Хелсинки је најважније саобраћајно чвориште у Финске и једно најважнијих у северној Европи. Град је најважније чвориште ауто-путева и железничких пруга у држави, а градска лука је огромна и савремена. Хелсинки опслужује Аеродром Хелсинки-Ванта, најважнији у држави.
Јавни превоз: Спрам своје величине, Хелсинки има изузетно развијену и разгранату мрежу јавног превоза. Њу чине метро, приградска железница, мрежа трамвајских и аутобуских линија. Хелсиншки метро има једну линију.

## Светска престоница дизајна 2012.
После Торина (2008) и Сеула (2010), главни град Финске постао је Светска престоница дизајна 2012. године. У питању је пројекат промоције градова којим се поспешује друштвени, културни и привредни живот, кроз једногодишњи програм догађаја везаних за дизајн.
Један од главних догађаја био је 15. фебруара 2012. када је у Музеју града Хелсинкија отворена изложба филмова снимљених у граду између 1930. и 1960. Поставка је садржала и фотографије, историјске предмете, костиме и друге експонате.

## Знаменитости
Хелсинки није пример европских градова са великим средњовековним језгрима. Данашње средиште града образовало се од средине 19. до средине 20. века и занимљив је спој руске царске архитектуре, еклектицизма и модерних покрета у архитектури 20. века.
Од појединачних грађевина потребно је издвојити:
- Суоменлина, тврђава из 18. века,
- Успенска саборна црква, с краја 19. века, најважнији православни храм Финске,
- Хелсинка главна црква (лутеранска), средина 19. века, најважнији православни храм Финске,
- Здање Универзитета Финске, с краја 19. века,
- Финско народно позориште, почетак 20. века,
- Робна кућа „Стокман“, почетак 20. века.

Град је већ деценијама стециште савремене архитектуре, па је последњих година подигнуто много нових четврти и велелепних „хајтек“ зграда.

## Партнерски градови
- Праг
- Санкт Петербург[20]

## Галерија
- Лутеранска катедрала
- Успенска саборна црква
- Финско народно позориште
- Народна скупштина Финске
- Здање Универзитета Финске
- Главна железничка станица
- Тржни центар „Кампи“
- „Кијазма“ — музеј савремене уметности

- Нук
- Софија
- Осло
- Копенхаген
- Стокхолм[20]
- Рејкјавик
- Кијев
- Торсхавн